# Batu Bedulang
Batu Bedulang is een bestuurslaag in het regentschap Aceh Tamiang van de provincie Atjeh, Indonesië. Batu Bedulang telt 608 inwoners (volkstelling 2010).